# بول باران
بول باران (29 أبريل 1926-27 مارس 2011) (بالإنجليزية:Paul Baran)، مخترع ومهندس شبكات أمريكي من أصل بولندي. اشترك مع دونالد ديفيس وليونارد كلينروك في اختراع شبكة تحويل الطرود التي تعد العمود الفقري للشابكة (الإنترنت). وعمل بول في مشروع وكالة داربا التابعة لوزارة الدفاع الأمريكية لبناء شبكة أربانت للاتصالات بين مختلف مقرات وزارة الدفاع والتي تطورت لاحقا لتصبح الشابكة العالمية.

## اختيار الإرسال بالحزم[3]
لورانس روبرتس الّذي عيّن في سنة 1967 رئيسا لمشروع شبكة أربانت، ينشر «خطط لأربانت» حيث يبيّن الأسباب الرّئيسية التي أدت لإنشاء شبكة تسمح للعديد من أجهزة الكمبيوتر بالاتّصال فيما بينها لتبادل البيانات وتنفيذ برامج مشتركة. في نفس الوقت، كان بول باران يعمل في مؤسسة راند وكان لديه مقالا حول استخدام شبكة تحويل حزمية لنقل الصّوت بصفة آمنة.
اعتماد الجيش على فكرة بول باران جاء من قلق ناجم من فرضية تدمير وسائل الاتصال في حالة قصف، حيث أن الفكرة متضمنة لحزم تمرّ من عقدة إلى عقدة ذات نفس الأهمية، من دون نظام مركزي، فوضى تكنولوجية، يمكنها أن تستمر في وظيفتها حتّى في حالة التّدمير الجزئي للشّبكة ولو إزاء حرب نووية.
نُشر أيضا بالمملكة المتّحدة مشروع مماثل ومتزامن من طرف دونالد ديفيس، وجُسّد في ما سمّي بشبكة مختبر الفيزياء القومي.

## أوّلشبكة أربانت
في سنة 1969، شركة في كامبريدج، ماساشوستس، تطوّر معالج رسائل المنفذ، أوٌل المعدّات الشّبكية لتحويل الحزم اعتمادا على كمبيوتر هانيويل 516. كان أوّل كمبيوتر مجهّز بمعالج رسائل المنفذ في جامعة كاليفورنيا، لوس أنجلوس. في يوم 29 أكتوبر 1969 تمّ أوّل تسجيل دخول في التّاريخ بين مختبر ليونارد كلينروك بجامعة كاليفورنيا ومختبر دوغلاس إنجيلبارت في معهد ستانفورد للأبحاث، فجرى أوّل إرسال بيانات عن طريق رابط ذي 56 كيلوبت في الثّانية.
بعد فترة وجيزة، يُربط معهما كمبيوتر في جامعة كاليفورنيا (سانتا باربرا) وكمبيوتر في جامعة يوتا في سولت لايك سيتي. تكوّن أربانت الأوّلي من أربعة أجهزة، وكان قيد العمل في أواخر عام 1969. ومن ثمّة امتدّ ليمثّل عرضا مباشرا لرؤية بول باران، ويستدام كأسبق بنية ضمن الإنترنت الحالي.

## عظمة الإنجاز
تصوّر باران شبكة من عقد ذاتية التّشغيل من شأنها أن تؤدّي وظيفة موجّهات، توجّه المعلومات من عقدة إلى أخرى حتّى وجهتها النّهائية. العقد تستخدم نظاما سمّاه الاتّصالات الموّزعة أو «البطاطا الساخنة»  تلميحا للعبة جماعية يمرّر فيها المشاركون كرة بينهم ملتزمين بمسكها لأقصر مهلة ممكنة.
كما وضع باران مفهوم تقسيم المعلومات إلى «كتل الرّسالة» قبل إرسالها عبر الشّبكة. ترسل كلّ كتلة على حدى عبر طريق مستقلّ عن طرق باقي الكتل، وتسترجع الرّسالة بأكملها عندما تصل إلى وجهتها النّهائية.
هذا الأسلوب من تحويل الحزم صمّم على نمط تخزين وإرسال سريع. العقدة تخزن الحزمة عند استقبالها، ثمّ تحدّد أفضل طريق لوجهتها، وسوف ترسلها إلى العقدة المقبلة في هذا الطريق.
إذا وقع خلل في عقدة ما، أو إذا تمّ تدميرها، سيتمّ نقل الحزم عبر غيرها من العقد بكلّ بساطة.

مبدأ كتل مستقلّة ترسل عبر شبكة إتّصالات موزّعة

## روابط خارجية
- بول باران على موقع الموسوعة البريطانية (الإنجليزية)
- بول باران على موقع إن إن دي بي (الإنجليزية)